# Мозер, Лукас

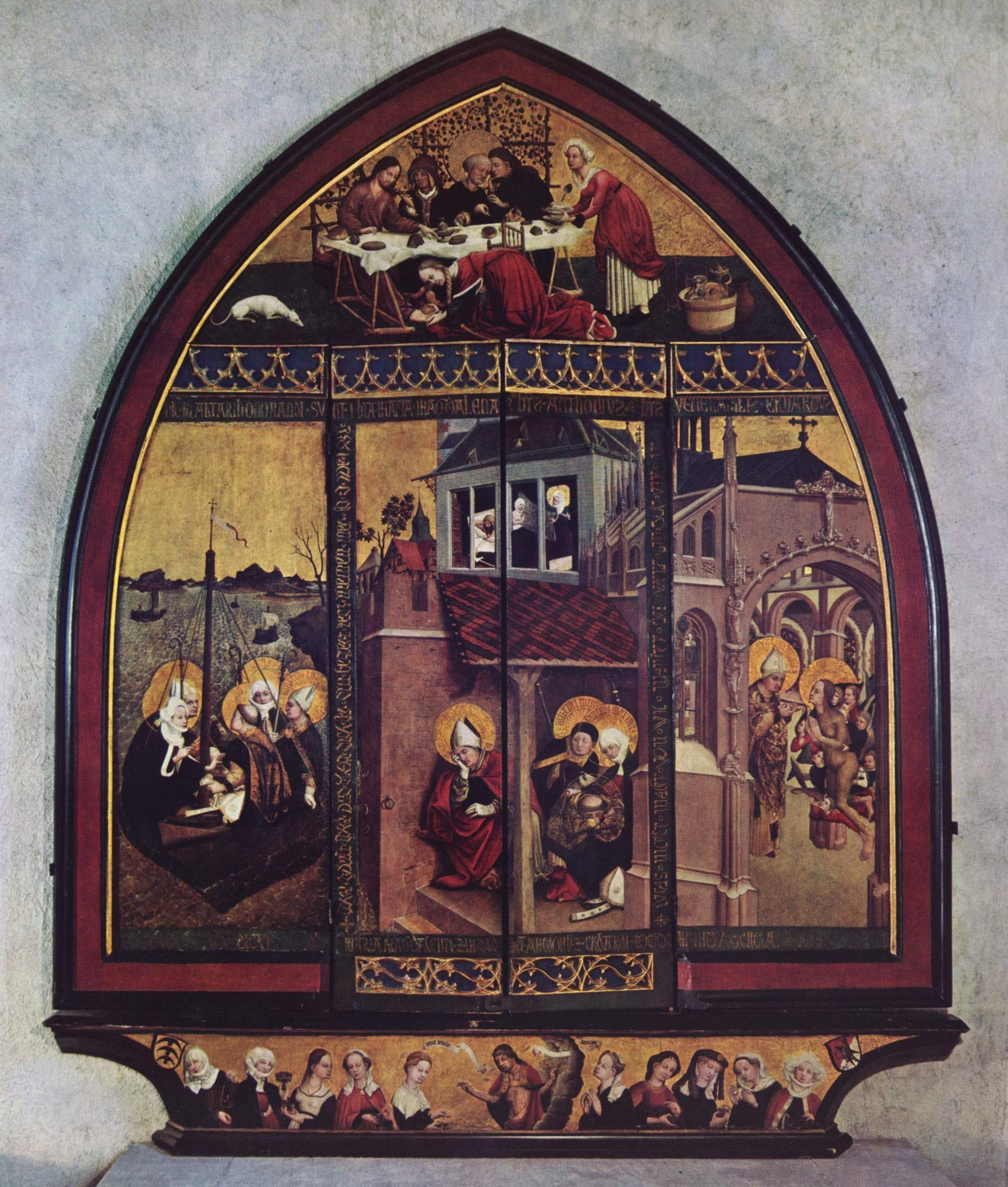
Алтарь Магдалины

Лукас Мозер (нем. Lukas Moser; 1390—1434) — немецкий живописец 1-й половины XV века, работавший в Швабии. Мозер является автором «Алтаря Магдалины» из церкви в Тифенбронне, близ Бадена, датированного 1432 годом. Надпись на раме этого алтаря гласит: 
«Лукас Мозер, живописец из Вайля, мастер этого произведения; моли бога за него»
Судя по надписи, Мозер происходил из Вейль-дер-Штадта. Однако в его искусстве нет ничего от старой швабской школы. Скорее всего Мозер обязан своим вдохновением книжным миниатюрам братьев Лимбург и картинам Фемальского мастера, что делает его одним из самых передовых немецких художников своего времени. Среди мастеров Верхнего Рейна эпохи к Мозеру близки Стефан Лохнер и Конрад Виц, которые ориентировались на похожие образцы, причем, кажется, не были знакомы с работами друг друга. 
В своём единственном достоверном произведении мастер сочетает свойственную «мягкому стилю» условность форм со свежестью наблюдений природы (морской пейзаж на левой створке) и поисками убедительных пространственных решений, что роднит его творчество с живописью раннего нидерландского Возрождения.